# Duplicaria bernardii
Duplicaria bernardii é uma espécie de gastrópode do gênero Duplicaria, pertencente a família Terebridae.